# 大分県歯科医師会
一般社団法人大分県歯科医師会（おおいたけんしかいしかい 英称 Oita Dental Association）は、大分県の歯科医師を会員とする法人。

## 本部所在地
- 〒870-0819 大分県大分市王子新町6-1

## 郡市歯科医師会
- 大分市歯科医師会 〒870-0819 大分市王子新町6-1
- 別府市歯科医師会
- 中津歯科医師会
- 臼津歯科医師会
- 佐伯市歯科医師会
- 伊万里・有田地区歯科医師会
- 日田歯科医師会
- 宇佐歯科医師会
- 豊後高田歯科医師会
- 東国東郡歯科医師会
- 杵築速見歯科医師会
- 大鶴歯科医師会
- 大分東歯科医師会
- 豊後大野市歯科医師会
- 竹田市歯科医師会
- 玖珠郡歯科医師会